# Ваттар ат-Тахир
Ваттар, ат-Тахир (фр. Ouettar Tahar, араб. وطار الطاهر‎; 15 августа 1936, Седрата — 12 августа 2010, Алжир) — современный арабоязычный алжирский прозаик, романист, драматург, общественный деятель.
Дебютировал в литературе сборником новелл «Дым моего сердца» (1962). Сборники новелл «Жалящие удары» (1976), «Герои возвращаются на этой неделе» (1980), романы «Туз»(1974), «Землетрясение» (1974), «Любовь и смерть в смутное время» (1980), в которых автор выступил последовательным сторонником реалистического метода, посвящены событиям национально-освободительной борьбы и первым годам становления независимого Алжира. В дальнейшем ат-Тахир Ваттар отходит от реалистического метода и создает роман-памфлет «Свадьба мула» (1978), роман-притчу «Рыбак и дворец» (1974), экспериментальный роман «Испытание в любви» (1989). Возврат к реалистическому методу повествования намечается в последних произведениях Ваттара, посвященных проблемам исламистского террора в современном Алжире (романы «Свеча и лабиринты», 1995; «Святой Тахир возвращается в свой непорочный мавзолей», 1999), «Святой Тахир возносит молитву», 2005)
Учредитель и Председатель литературного общества «Аль-Джахизийа» (1990—2010) и директор его печатного органа — журнала «Ат-Табаййан».

## Переводы на русский язык
- «Туз», роман, перевод с арабского И.А. Ермакова. М., 1980
- «Землетрясение», роман, перевод с арабского В.Э. Шагаля. М., 1980
- «Любовь и смерть в смутное время», роман, перевод с арабского И.А. Ермакова. М., 1985
- «Свадьба мула», роман, перевод с арабского И.А. Ермакова. М., 1987
- «Рыбак и дворец», роман, перевод с арабского О.А. Власовой. М., 2019.